# Biosca
Biosca è un comune spagnolo di 238 abitanti situato nella comunità autonoma della Catalogna.